# Musteika
Musteika es un pueblo etnográfico en Lituania, Municipio de Varėna, pertenece al «Parque nacional de Dzūkija». Está ubicado entre el masivo del bosques Gúdicos (en lituano: Gudų giria), a 30 kilómetros de ciudad Druskininkai, 5 kilómetros de límite internacional entre Lituania y Bielorrusia. Un pequeño arroyo también llamado «Musteika» pase por el pueblo. Musteika es en un región lejano, cerca del Pantano de Čepkeliai - la reserva natural más grande del país.
Musteika es un objeto de patrimonio cultural. Es un pueblo madero tradicional de Dzūkos - una grupa etnográfica de lituanos. Aquí están el museo de apicultura tradicional, la escuela, establecida por un famoso biólogo lituano Tadas Inanauskas en 1918. El festival anual del artesanía tradicional se ocurre en Musteika.
En las referencias historiales el pueblo esta mencionado desde el siglo XVIII. Este era poblado de los cazadores, colmeneros, recogedores de hongos y bayas, guardabosques, extractores de resina. En los tiempos de Rusia imperial, el parte norteño de Musteika fue en el Gobernación de Vilna, mientras que el parte meridional fue en el Gobernación de Grodno.